# Show Champion
Show Champion (em coreano:  쇼 챔피언) é um programa de televisão musical sul-coreano transmitido pela MBC Music. Ele vai ao ar ao vivo todas as quartas-feiras, às 19:00 KST/UTC+9. É apresentado por Moon Bin, Yoon San-ha e Kangmin.

## Sistema de pontuação
Antes de 2013, o programa selecionou o top 10 da semana e o vencedor do gráfico combinando o seguinte:
- 45% de vendas digitais (Melon)
- 10% de vendas físicas (Hanteo)
- 15% do ranking de internautas
- 15% de ranking de profissionais da indústria da música
- 15% de pontos na transmissão da MBC Music

A música no topo do gráfico ganhou o título de “Champion Song”. Por outro lado, a estrela com o problema mais quente foi nomeada como "campeão de edição", enquanto o melhor novato foi chamado de "Rookie Champion". O recurso “Rookie Survival” ganhou uma atenção especial porque o público conseguiu dar pontuações durante a transmissão ao vivo.
Em 4 de setembro de 2012, o programa foi reorganizado e o sistema de classificação de gráficos foi abolido.
Em 2013, o show passou por outra reorganização, que resultou na ressurreição do sistema de classificação "Champion Song" com novos critérios a partir de 30 de janeiro.
- 50% de vendas digitais (streaming + downloads)
- 15% de votos online (Melon)
- 20% de vendas físicas (Hanteo)
- 15% de ranking de profissionais e juízes especialistas (MBC Music)

Em 2017, o sistema de pontos passou por outra mudança, com os novos critérios abaixo.
- 40% digital
- 10% álbum
- 20% de votação on-line no Melon
- 15% Ranking de juízes especialistas e profissionais
- 15% Broadcast[3]

Os critérios atuais para o sistema de pontos do gráfico são os seguintes:
- 30% digital
- 20% Pré-votação Idol Champ
- 20% de pré-votação da Genie
- 10% de transmissão MBC Music
- 10% de escolha dos críticos
- 10% de vendas de álbuns

## Vencedores

### 2012
Fevereiro
- 21/02 - F.T. Island - "Severely"
- 28/02 - miss A - "Touch"

Março
- 06/03 - miss A - "Touch"
- 13/03 - John Park - "Falling"
- 20/03 - 2AM - "I Wonder If You Hurt Like Me"
- 27/03 - SHINee - "Sherlock (Clue + Note)"

Abril
- 03/04 - SHINee - "Sherlock (Clue + Note)"
- 10/04 - CNBLUE - "Hey You"
- 17/04 - 4Minute - "Volume Up"
- 24/04 - 4Minute - "Volume Up"

Maio
- 01/05 - Sistar - "Alone"
- 08/05 - Girls' Generation-TTS - "Twinkle"
- 15/05 - Girls' Generation-TTS - "Twinkle"
- 22/05 - Girls' Generation-TTS - "Twinkle"
- 29/05 - Sem show

Junho
- 05/06 - Infinite - "The Chaser"
- 12/06 - Wonder Girls - "Like This"
- 19/06 - Wonder Girls - "Like This"
- 26/06 - f(x) - "Electric Shock"

Julho
- 03/07 - f(x) - "Electric Shock"
- 10/07 - Super Junior - "Sexy, Free & Single"
- 17/07 - Super Junior - "Sexy, Free & Single"
- 24/07 - Super Junior - "Sexy, Free & Single"

Agosto
- 07/08 - Sem show
- 14/08 - BoA - "Only One"
- 21/08 - Beast - "Beautiful Night"
- 28/08 - Kara - "Pandora"

(A partir de 4 de setembro de 2012, o sistema de classificação foi abolido, mas foi revivido mais tarde em 30 de janeiro de 2013.)

### 2013
Lista completa em breve

### 2014
Lista completa em breve

### 2015
Lista completa em breve

### 2016
Janeiro
- 06/01 – Sem Show e Vencedor
- 13/01 – Sem Show e Vencedor
- 20/01 – Sem Show e Vencedor
- 27/01 – Crush – "Don't Forget"

Fevereiro
- 03/02 – GFriend – "Rough"
- 10/02 – Sem Show e Vencedor
- 17/02 – GFriend – "Rough"
- 24/02 – GFriend – "Rough"

Março
- 02/03 – Taemin – "Press Your Number"
- 09/03 – Mamamoo – "You're The Best"
- 16/03 – Mamamoo – "You're The Best"
- 23/03 – Red Velvet – "One of These Nights"
- 30/03 – Sem Show e Vencedor

Abril
- 06/04 – BTOB – "Remember That"
- 13/04 – CNBLUE – "You're So Fine"
- 20/04 – Block B – "Toy"
- 27/04 – VIXX – "Dynamite"

Maio
- 04/05 – Seventeen – "Pretty U"
- 11/05 – Seventeen – "Pretty U"
- 18/05 – Tiffany – "I Just Wanna Dance"
- 25/05 – AOA – "Good Luck"

Junho
- 01/06 – Jonghyun – "She Is"
- 08/06 – EXID – "L.I.E."
- 15/06 – Sem Show e Vencedor
- 22/06 – EXO – "Monster"
- 29/06 – Sistar – "I Like That"

Julho
- 06/07 – Sistar – "I Like That"
- 13/07 – Beast – "Ribbon"
- 20/07 – GFriend – "Navillera"
- 27/07 – Sem Show e Vencedor

Agosto
- 03/08 – Liu Olympic
- 10/08 – GFriend – "Navillera"
- 17/08 – I.O.I – "Whatta Man"
- 24/08 – VIXX – "Fantasy"
- 31/08 – EXO – "Lotto"

Setembro
- 07/09 – Sem Show e Vencedor
- 14/09 – Transmissão especial 200 times
- 21/09 – Red Velvet – "Russian Roulette"
- 28/09 – Im Chang Jung – "The Love That I Committed"

Outubro
- 05/10 – Transmissão do DMC Festival 2016
- 12/10 – Transmissão do DMC Festival 2016
- 19/10 – BTS – "Blood, Sweat & Tears"
- 26/10 – I.O.I – "Very Very Very"

Novembro
- 02/11 – Twice – "TT"
- 09/11 – Sem Show e Vencedor
- 16/11 – Sem Show e Vencedor
- 23/11 – Sem Show e Vencedor
- 30/11 – Kim Se-jeong – "Flower Way"

Dezembro
- 07/12 – Sem Show e Vencedor
- 14/12 – B1A4 – "A Lie"
- 21/12 – Seventeen – "Boom Boom"
- 28/12 – Sem Show e Vencedor

### 2017
Janeiro
- 04/01 – Sem show e vencedor
- 11/01 – Sem show e vencedor
- 18/01 – AOA – "Excuse Me"
- 25/01 – AOA – "Excuse Me"

Fevereiro
- 01/02 – Sem show e vencedor
- 08/02 – Red Velvet – "Rookie"
- 15/02 – Red Velvet – "Rookie"
- 22/02 – BTS – "Spring Day"

Março
- 01/03 – Sem show e vencedor
- 08/03 – Twice – "Knock Knock"
- 15/03 – BTOB – "Movie"
- 22/03 – GOT7 – "Never Ever"
- 29/03 – Highlight – "Plz Don't Be Sad"

Abril
- 05/04 – Girl's Day – "I'll Be Yours"
- 12/04 – IU – "Through The Night"
- 19/04 – Jung Eunji – "The Spring"
- 26/04 – EXID – "Night Rather Than Day"

Maio
- 03/05 – Sem show e vencedor
- 10/05 – Sem show e vencedor
- 17/05 – IU – "Palette"
- 24/05 – Twice – "Signal"
- 31/05 – Twice – "Signal"

Junho
- 07/06 – Seventeen – "Don't Wanna Cry"
- 14/06 – Seventeen – "Don't Wanna Cry"
- 21/06 – G-Dragon – "Untitled, 2014"
- 28/06 – Mamamoo – "Yes I Am"

Julho
- 05/07 – Apink – "Five"
- 12/07 – Apink – "Five"
- 19/07 – Red Velvet – "Red Flavor"
- 26/07 – EXO – "Ko Ko Bop"

Agosto
- 02/08 – EXO – "Ko Ko Bop"
- 09/08 – GFriend – "Love Whisper"
- 16/08 – Wanna One – "Energetic"
- 23/08 – Wanna One – "Energetic"
- 30/08 – Wanna One – "Energetic"

Setembro
- 06/09 – Sunmi – "Gashina"
- 13/09 – EXO – "Power"
- 20/09 – Sem show e vencedor
- 27/09 – BTS – "DNA"

Outubro
- 04/10 – Sem show e vencedor
- 11/10 – MBC Music Prime Concert Cheongju
- 18/10 – Sem show e vencedor
- 25/10 – BTOB – "Missing You"

Novembro
- 01/11 – BTOB – "Missing You"
- 08/11 – Twice – "Likey"
- 15/11 – Seventeen – "Clap"
- 22/11 – Wanna One – "Beautiful"
- 29/11 – Sem show e vencedor

Dezembro
- 06/12 – Sem show e vencedor
- 13/12 – Sem show e vencedor
- 20/12 – Sem show e vencedor
- 27/12 – Sem show e vencedor

### 2018
Janeiro
- 03/01 – Sem show e vencedor
- 10/01 – Sem show e vencedor
- 17/01 – Infinite – "Tell Me"
- 24/01 – Oh My Girl – "Secret Garden"
- 31/01 – Momoland – "BBoom BBoom"

Fevereiro
- 07/02 – Red Velvet – "Bad Boy"
- 14/02 – Seventeen – "Thanks"
- 21/02 – K-POP World Festa BIG Concert
- 28/02 – K-POP World Pesta Prime Concert

Março
- 07/03 – iKON – "Love Scenario"
- 14/03 – Mamamoo – "Starry Night"
- 21/03 – Wanna One – "I Promise You (I.P.U.)"
- 28/03 – Wanna One – "Boomerang"

Abril
- 04/04 – Wanna One – "Boomerang"
- 11/04 – Sem show e vencedor
- 18/04 – Twice – "What is Love?"
- 25/04 – Twice – "What is Love?"

Maio
- 02/05 – Twice – "What is Love?"
- 09/05 – GFriend – "Time for the Moon Night"
- 16/05 – GFriend – "Time for the Moon Night"
- 23/05 – Sem show e vencedor
- 30/05 – BTS – "Fake Love"

Junho
- 06/06 – 2018 Hong Kong Asian Pop Music Festival
- 13/06 – Wanna One – "Light"
- 20/06 – Wanna One – "Light"
- 27/06 – BTOB – "Only One For Me"

Julho
- 04/07 – Concurso Miss Coréia 2018
- 11/07 – Apink – "I'm So Sick"
- 18/07 – Twice – "Dance The Night Away"
- 25/07 – Seventeen – "Oh My!"

Agosto
- 01/08 – Sem show e vencedor
- 08/08 – Transmissão do K-Star 2018 Korea Music Festival
- 15/08 – Red Velvet – "Power Up"
- 22/08 – Red Velvet – "Power Up"
- 29/08 – (G)I-DLE – "Hann (Alone)"1º

Setembro
- 05/09 – BTS – "Idol"
- 12/09 – BTS – "Idol"
- 19/09 – Sunmi – "Siren"
- 26/09 – Sem show e vencedor

Outubro
- 03/10 – GOT7 – "Lullaby"
- 10/10 – iKON – "Goodbye Road"
- 17/10 – iKON – "Goodbye Road"
- 24/10 – Transmissão do Busan One Asia Festival
- 31/10 – Monsta X

Novembro
- 07/11 – Reapresentação do MGA 2018
- 14/11 – Twice – "Yes or Yes"
- 21/11 – Twice – "Yes or Yes"
- 28/11 – Wanna One – "Spring Breeze"

Dezembro
- 05/12 – Wanna One – "Spring Breeze"
- 12/12 – Mino – "Fiancé"
- 19/12 – Mino – "Fiancé"
- 26/12 – Guam K-POP Concert

### 2019
Janeiro
- 02/01 – <Sem show e vencedor>
- 09/01 – Chung Ha – "Gotta Go"
- 16/01 – Apink – "%%(Eung Eung)"
- 23/01 – GFriend – "Sunrise"
- 30/01 – Seventeen – "Home"

Fevereiro
- 06/02 – <Sem show e vencedor>
- 13/02 – Seventeen – "Home"
- 20/02 – Taemin – "Want"
- 27/02 – Monsta X – "Alligator"

Março
- 06/03 – (G)I-DLE – "Señorita"
- 13/03 – Ha Sung Woon – "Bird"
- 20/03 – TXT – "Crown"
- 27/03 – Mamamoo – "Gogobebe"

Abril
- 03/04 – Momoland – "I'm So Hot"
- 10/04 – IZ*ONE – "Violeta"
- 17/04 – IZ*ONE – "Violeta"
- 24/04 – BTS – "Boy with Luv"

Maio
- 01/05 – Twice – "Fancy"
- 08/05 – NU'EST – "Bet Bet"
- 15/05 – Oh My Girl - "The Fifth Season (SSFWL)"
- 22/05 – NU'EST – "Bet Bet"
- 29/05 – Kim Jaehwan – "Begin Again"

Junho
- 05/06 – AB6IX – "Breathe"
- 12/06 – NCT 127 – "Superhuman"
- 19/06 – Cosmic Girls – "Boogie Up"
- 26/06 – Red Velvet – "Zimzalabim"

Julho
- 03/07 – Chung Ha – "Snapping"
- 10/07 – GFriend – "Fever"
- 17/07 – Ha Sungwoon – "Blue"
- 24/07 – DAY6 – "Time of Our Life"
- 31/07 – <Reapresentação do Episódio nº 326>

Agosto
- 07/08 – ITZY – "Icy"
- 14/08 – ITZY – "Icy"
- 21/08 – ITZY – "Icy"
- 28/07 – Red Velvet – "Umpah Umpah"

Setembro
- 04/09 – X1 – "Flash"
- 11/09 - <Retransmissão devido a feriado em Chuseok>
- 18/09 – X1 – "Flash"
- 25/09 – BOL4 – "Workaholic"

Outubro
- 02/10 – Twice – "Feel Special"
- 09/10 – Twice – "Feel Special"
- 16/10 – AB6IX – "Blind For Love"
- 23/10 – Chen – "Shall We?"
- 30/10 – NU'EST – "Love Me"

Novembro
- 06/11 – <Sem show e vencedor>
- 13/11 – <Sem show e vencedor>
- 20/11 – <Sem show e vencedor>
- 27/11 – <Sem show e vencedor>

Dezembro
- 04/12 – Mamamoo – "Hip"
- 11/12 – EXO – "Obsession"
- 18/12 – <Sem show e vencedor>
- 25/12 – <Sem show e vencedor>

### 2020
Janeiro
- 01.01 – <Sem show e vencedor>
- 08.01 – <Sem show e vencedor>
- 15.01 – <Sem show e vencedor>
- 22.01 – <Sem show e vencedor>
- 29.01 – <Sem show e vencedor>

Fevereiro
- 05.02 – <Sem show e vencedor>
- 12.02 – <Sem show e vencedor>
- 19.02 – GFriend – "Crossroads"
- 26.02 – IZ*ONE – "Fiesta"

Março
- 04.03 – BTS – "On"
- 11.03 – BTS – "On"
- 18.03 – BTS – "On"
- 25.03 – ITZY – "Wannabe"

Abril
- 01.04 – ITZY – "Wannabe"
- 08.04 – Kang Daniel – "2U"
- 15.04 – <Sem show e vencedor>
- 22.04 – Apink – "Dumhdurum"
- 29.04 – GOT7 – "Not By The Moon"

Maio
- 06.05 – Oh My Girl – "Nonstop"
- 13.05 – Astro – "Knock"
- 20.05 – NU'EST – "I'm In Trouble"
- 27.05 – TXT – "Can't You See Me"

Junho
- 03.06 – BAEKHYUN – "Candy"
- 10.06 – TWICE – "More & More"
- 17.06 – TWICE – "More & More"
- 24.06 – IZ*ONE – "Secret Story of the Swan"

Julho
- 01.07 – Seventeen – "Left & Right"
- 08.07 – BLACKPINK – "How You Like That"
- 15.07 – BLACKPINK – "How You Like That"
- 22.07 – GFRIEND – "Apple"
- 29.07 – BLACKPINK – "How You Like That"

Agosto
- 05.08 – ATEEZ – "INCEPTION"
- 12.08 – (G)I-DLE – "DUMDi DUMDi"
- 19.08 – (G)I-DLE – "DUMDi DUMDi"
- 26.08 – ITZY – "Not Shy"

Setembro
- 02.09 – BTS – "Dynamite"
- 09.09 – BTS – "Dynamite"
- 16.09 – BTS – "Dynamite"
- 23.09 – Stray Kids – "Back Door"
- 30.09 – The Boyz – "The Stealer"

## Conquistas por artista

### Lista dos vencedores do Show Champion
| Rank | Artista           | Contagem | Debut |
| ---- | ----------------- | -------- | ----- |
| 1º   | EXO               | 17       | 2012  |
| 2º   | Twice             | 14       | 2015  |
| 3º   | BTS               | 13       | 2013  |
| 4º   | Red Velvet        | 12       | 2014  |
| 5º   | GFriend           | 11       | 2015  |
| 5º   | Wanna One         | 11       | 2017  |
| 7º   | SHINee            | 10       | 2008  |
| 7º   | Seventeen         | 10       | 2015  |
| 9º   | Apink             | 8        | 2011  |
| 10º  | CNBLUE            | 7        | 2009  |
| 10º  | 4Minute           | 7        |       |
| 10º  | Infinite          | 7        | 2010  |
| 13º  | Beast / Highlight | 6        | 2009  |
| 13º  | Sistar            | 6        | 2010  |
| 13º  | B1A4              | 6        | 2011  |
| 13º  | BTOB              | 6        | 2012  |
| 13º  | VIXX              | 6        | 2012  |
| 13º  | Mamamoo           | 6        | 2014  |
| 19º  | Super Junior      | 5        | 2005  |
| 19º  | AOA               | 5        | 2012  |
| 19º  | EXID              | 5        | 2012  |

### Lista dos vencedores consecutivos do Show Champion
| Rank | Artista               | Canção                | Contagem | Ano  |
| ---- | --------------------- | --------------------- | -------- | ---- |
| 1º   | SHINee                | "Dream Girl"          | 4        | 2013 |
| 2º   | Girls' Generation-TTS | "Twinkle"             | 3        | 2012 |
| 2º   | Super Junior          | "Sexy, Free & Single" | 3        | 2012 |
| 2º   | CNBLUE                | "I'm Sorry"           | 3        | 2013 |
| 2º   | 4Minute               | "What's Your Name?"   | 3        | 2013 |
| 2º   | EXO                   | "Growl"               | 3        | 2013 |
| 2º   | B1A4                  | "Lonely"              | 3        | 2014 |
| 2º   | EXO                   | "Call Me Baby"        | 3        | 2015 |
| 2º   | EXO                   | "Love Me Right"       | 3        | 2015 |
| 2º   | GFriend               | "Rough"               | 3        | 2016 |
| 2º   | Wanna One             | "Energetic"           | 3        | 2017 |
| 2º   | Twice                 | "What Is Love?"       | 3        | 2018 |
| 2º   | ITZY                  | "Icy"                 | 3        | 2019 |
| 2º   | BTS                   | "On"                  | 3        | 2020 |

## Prêmios do final de ano

### 2015
Estes são prêmios especiais de transmissão de fim de ano. Os vencedores são listados primeiro e destacados em negrito.
| Melhores Canções Campeãs de 2015                            | Maioria das aparências                                                      |
| ----------------------------------------------------------- | --------------------------------------------------------------------------- |
| - EXID – "Ah Yeah" - EXO – "Call Me Baby"                   | - Seventeen - GFriend                                                       |
| Melhor Estágio de Classificação de Audiência                | A maioria dos espectadores                                                  |
| - VIXX – "Love Equation"1º - Monsta X2º - Lovelyz3º         | - Shinhwa1º                                                                 |
| Melhor performance – Masculina                              | Melhor performance – Feminina                                               |
| - BTS – "Run"1º - SHINee – "View"2º - VIXX – "Chained up"3º | - EXID – "Hot Pink"1º - AOA – "Heart Attack"2º - Red Velvet – "Dumb Dumb"3º |

## Apresentadores

### Atual
- Kim Shin Young (14 de fevereiro de 2012 – atualmente)

### Ex-MCs
- Shindong (14 de fevereiro de 2012 – 25 de dezembro de 2012)
- Kim Kyung Jin (14 de fevereiro de 2012 – 25 de dezembro de 2012)
- Hahm Eun-jung (30 de janeiro de 2013 - 28 de agosto de 2013)
- Amber (30 de janeiro de 2013 - 18 de dezembro de 2013)
- Kangin (8 de janeiro de 2014 - 31 de dezembro de 2014)
- Doyoung (21 de janeiro de 2015 - 1 de julho de 2015)
- Jaehyun (21 de janeiro de 2015 - 1 de julho de 2015)